# Karabin iglicowy

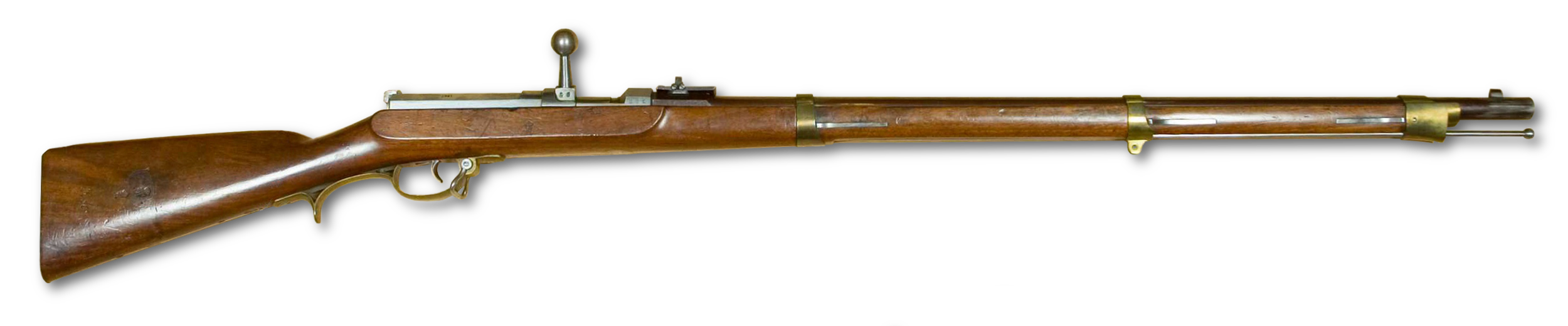
Dreyse M/41, pierwszy karabin iglicowy wprowadzony na wyposażenie wojskowe

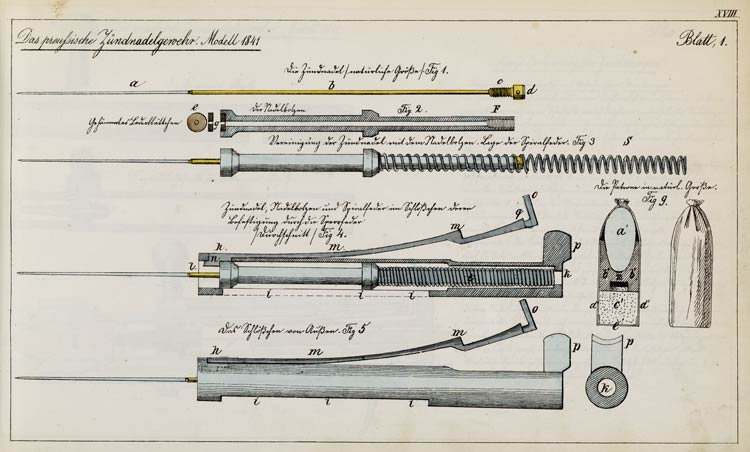
Iglica karabinu Dreyse, z charakterystycznym długim cienkim grotem iglicznym

Karabin iglicowy (pot. iglicówka) – rodzaj odtylcowego karabinu jednostrzałowego, zasilanego amunicją zespoloną (w łusce papierowej). Swoją nazwę karabiny te zawdzięczają stosunkowo długiej iglicy (dłuższej niż w innych rodzajach karabinów).
Karabiny iglicowe stanowiły istotny krok w rozwoju broni palnej, zapoczątkowując erę karabinów odtylcowych zasilanych nabojem zespolonym, które zastąpiły używane dotychczas karabiny odprzodowe (rozdzielnego ładowania). 

## Historia
Próbę stworzenia tego typu broni podjął na początku XIX wieku Samuel Johannes Pauly,  jednak mimo opatentowania swojego wynalazku (1812 r.), nie udało mu się wprowadzić go do produkcji.
Pierwszy udany karabin iglicowy, który trafił do masowej produkcji został opracowany dopiero przez Johana Nikolausa von Dreyse w 1836 r. Karabin spotkał się z zainteresowaniem armii pruskiej i niebawem został przyjęty na jej wyposażenie jako Zündnadelgewehr M/41. Istotną zaletą karabinu iglicowego było przystosowanie go do zasilania nabojem zespolonym, co skrajnie ułatwiało i przyspieszało ładowanie broni, w porównaniu z używanymi dotychczas karabinami odprzodowymi (rozdzielnego ładowania), w których ładunek, pocisk oraz kapiszon umieszczano oddzielnie.
Nowatorska konstrukcja początkowo nie spotkała się z szerszym zainteresowaniem w innych państwach, aż do wojny prusko-austriackiej (1866 r.), gdzie nowoczesne pruskie karabiny Dreyse wykazały swoją zdecydowaną wyższość nad używanymi przez Austriaków odprzodowymi karabinami Lorenz.
Sukces Prusaków w zwycięskiej wojnie udowodnił sensowność nowej konstrukcji, co zainicjowało wzmożone zainteresowanie karabinami iglicowymi w Europie i wprowadzaniem tego typu broni na wyposażenie również innych armii. Jeszcze w tym samym roku w armii francuskiej wprowadzono karabin Chassepot Mle 1866, a rok później karabin Karlé wz.1867 w armii rosyjskiej i Carcano Mod. 1867 w armii włoskiej.
Popularność karabinów iglicowych trwała jednak bardzo krótko, ze względu na gwałtowny w tym okresie rozwój broni strzeleckiej. Jeszcze w tej samej dekadzie zaczęły pojawiać się karabiny zasilane dalece nowocześniejszą i praktyczniejszą amunicją w łusce metalowej (w tym również pierwsze karabiny powtarzalne – posiadające magazynki). Broń zasilana nowym typem amunicji bardzo szybko zmarginalizowała i wyparła z uzbrojenia karabiny iglicowe, które stały się bronią przestarzałą.

## Konstrukcja

Schemat i zasada działania karabinu iglicowego

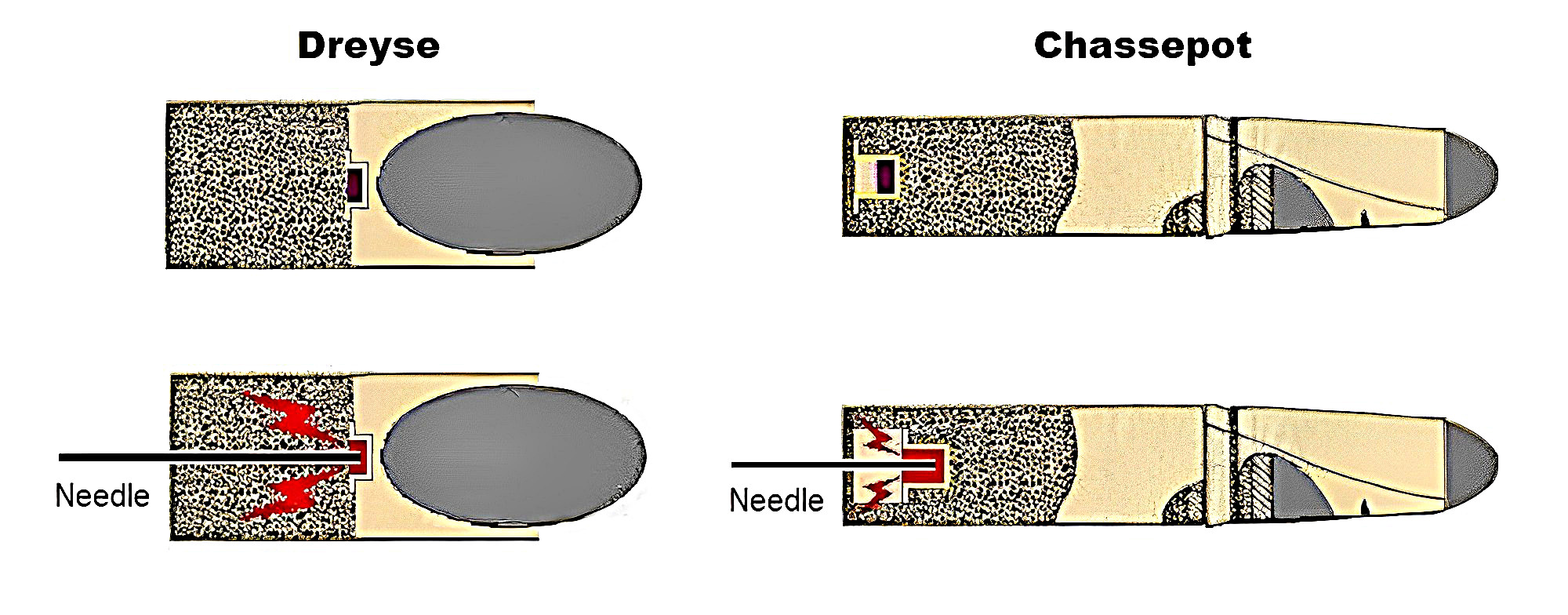
Porównanie nabojów karabinów Dreyse i Chassepot

Iglica tego typu karabinu zakończona była grotem iglicznym w postaci długiej cienkiej igły, co wymuszone było konstrukcją używanych wtedy naboi, w których spłonka znajdowała się wewnątrz otoczonego papierową łuską naboju.
Iglica po naciśnięciu spustu, pod wpływem energii sprężyny uderzeniowej przebijała papierową łuskę, uderzając w znajdującą się wewnątrz spłonkę (kapiszon), inicjując tym samym zapłon ładunku miotającego (prochu czarnego). W trakcie wystrzału papierowa łuska naboju ulegała spaleniu. 
Wadą tego typu rozwiązania, było narażenie iglicy na działanie energii gazów prochowych, mogące prowadzić do jej uszkodzenia lub zniszczenia.

## Etymologia
Pewne nieporozumienie w języku polskim budzi użycie w nazwie wyrażenia iglicowy, co może sugerować, iż to właśnie posiadanie iglicy jest wyróżnikiem tego typu karabinów (w rzeczywistości wyróżnikiem jest wyjątkowa długość iglicy, wymuszona przez konieczność przebicia papierowej łuski). Iglica jest natomiast typowym elementem mechanizmu uderzeniowego właściwie wszystkich karabinów odtylcowych (w tym współczesnych), a nie tylko karabinów iglicowych. Z tego powodu nazwę iglicowy stosuje się niekiedy również do nowocześniejszych karabinów posiadających iglicę (co jest jednak terminologicznie niepoprawne).